# Château de Gigondas
Le château de Gigondas se trouve sur la rive gauche de la l'Aurence sur la commune Isle.

## Histoire
Le château de Gigondas a appartenu à l'évêque de Limoges à partir du Xe siècle et jusqu'au XVIe siècle. Jean Tardieu l'achète en 1624 et depuis le château est passé à ses descendants. C'est actuellement une propriété privée qui ne se visite pas.

## Annexes

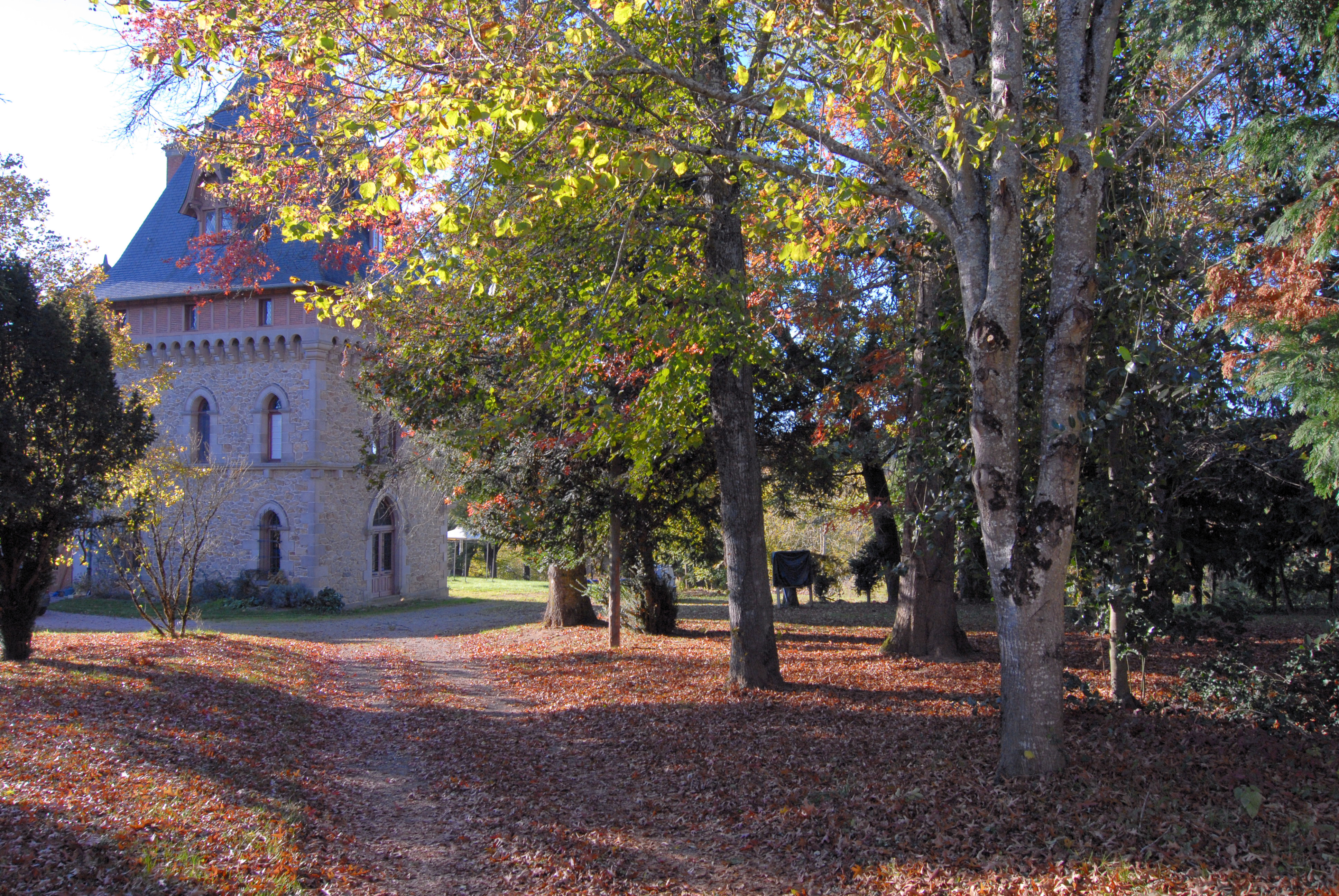
Château de Gigondas vu depuis la grille d'entrée